# NGTS-14Ab
NGTS-14Abとは、つる座の方向に約1033光年離れた場所に位置する恒星 NGTS-14A の周囲を公転している太陽系外惑星である。2MASS J21540423-3822388 A bやTIC 197643976 A b等とも呼称される。

## 概要
| 海王星 | NGTS-14Ab |
| ------ | --------- |
| 海王星 | Exoplanet |

NGTS-14Abはトランジット法を用いた次世代トランジットサーベイ（NGTS）による観測で発見され、TESSや他の地上に設置されている望遠鏡によるフォローアップ観測で確認された。この発見を報告する論文はarXivで2021年1月5日に公表され、翌2月にアストロノミー・アンド・アストロフィジックスから出版された。
NGTS-14は連星であり、スペクトル分類がK1VのNGTS-14AとM2.5VのNGTS-14Bで構成されており、NGTS-14AbはAの周囲を公転している。BはAから約1137天文単位離れた位置に存在する。
公転周期は約3.54日である。海王星の1.3倍の大きさを持つ。ネプチュニアン砂漠の中を公転していることが知られている。また、主星との距離からNGTS-14Abはかなりの量の大気を維持することが可能であり、天王星と同じくらいの密度をもつ可能性がある。表面温度は1143ケルビン程度である。